# Pluie d'animaux
Vous lisez un « article de qualité » labellisé en 2006.

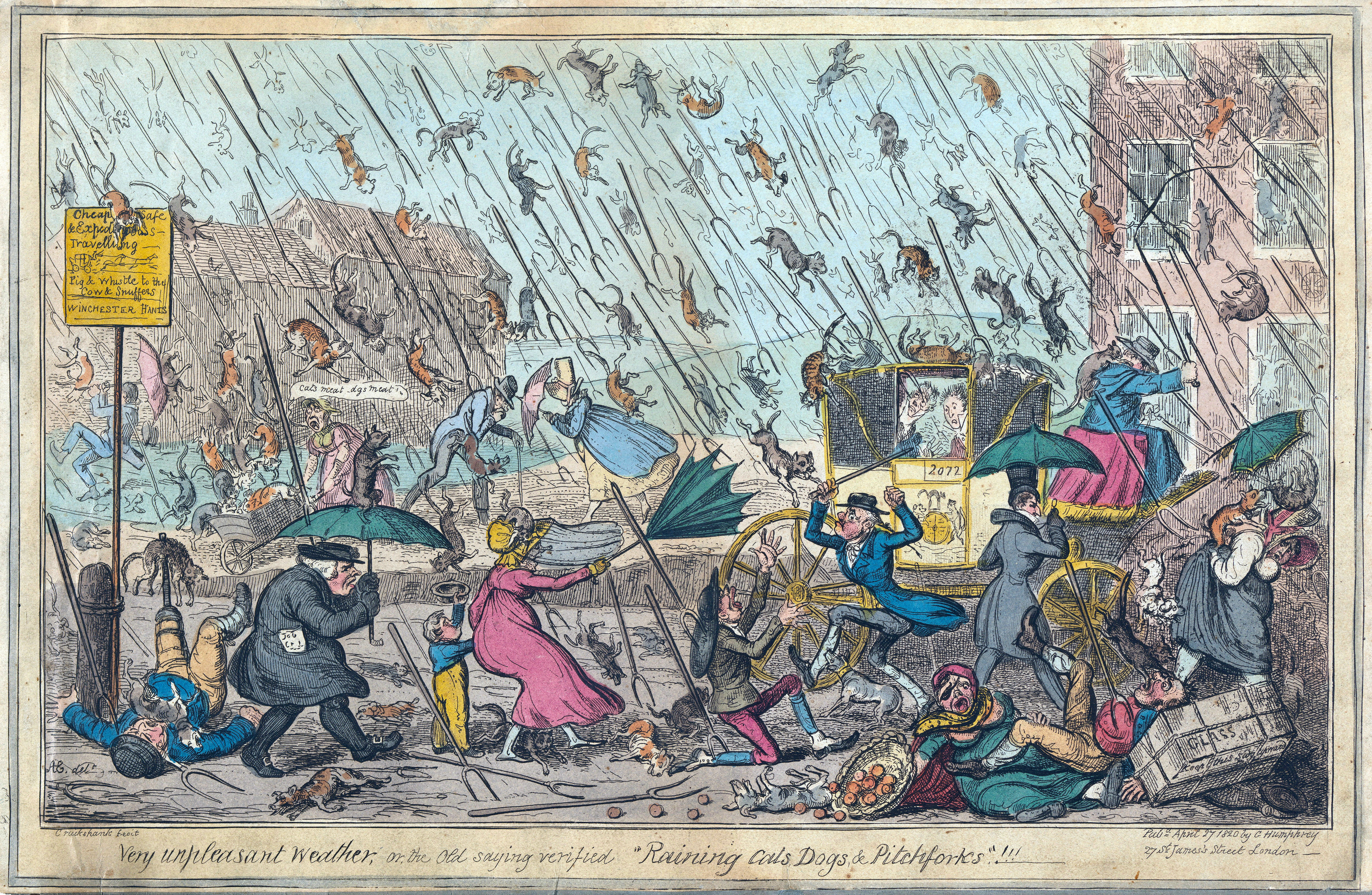
Il pleut des chats, des chiens, et des fourches, sur cette image humoristique du XIXe siècle, illustrant ainsi les dictons anglais (It's raining cats and dogs - « Il pleut des chats et des chiens ») et français (Il pleut des hallebardes) concernant de fortes pluies.

La pluie d’animaux est un phénomène météorologique caractérisé par d'extraordinaires chutes d'animaux du ciel, souvent d'une seule espèce. Cette précipitation atypique est accompagnée ou non d'une averse classique. Des témoignages du phénomène se retrouvent dans plusieurs pays et à de nombreuses époques. Ils suscitent donc mystères et controverses à travers l'Histoire.
Des poissons et des grenouilles se trouvent le plus souvent dans ces « pluies ». Certaines espèces d'oiseaux sont aussi fréquemment mentionnées. Le phénomène est parfois si violent que les animaux retombent déchiquetés. D'autres fois, ces derniers survivent à cette chute, en particulier les poissons. Ceci laisse à penser que le laps de temps séparant le « décollage » et le retour au sol reste relativement faible. Des témoignages décrivent les grenouilles tombées du ciel, comme parfaitement intactes. Souvent les animaux chutent gelés du ciel, parfois emprisonnés dans la glace : ceci tendrait à montrer que certains animaux terrestres ou aquatiques pourraient être aspirés par des trombes à des altitudes élevées ; la température est alors inférieure à 0 °C.

## Légendes et témoignages

### Textes et légendes jusqu’au Moyen Âge

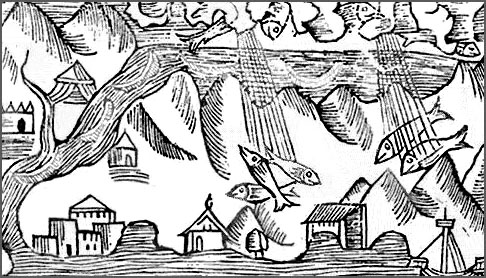
Gravure d'O. Magnus, datée de 1555, représentant une pluie de poissons.

Les témoignages de pluie animale, de pluie de sang, ou de chute d'objets organiques divers abondent dans la littérature antique et médiévale.
Le papyrus d’Alberto Tulli, papyrus perdu par son propriétaire et dont l'existence est contestée, témoigne déjà de phénomènes étranges dans l’Égypte antique, en particulier l'apparition de ce qui pourrait être un OVNI, mais plus particulièrement d'une chute, depuis le ciel, de poissons et d'oiseaux.
Dans la Bible, une pluie de grenouilles est l'une des dix plaies d'Égypte (Exode 8:2), châtiment divin des Égyptiens. La Bible évoque d’autres interventions célestes de ce type, comme la pluie de cailles tombant du ciel qui s'abat dans le désert sur les Hébreux pour les sauver de la faim, bénédiction divine (Exode 16:13).
Au IVe siècle av. J.-C., le Grec Athénée évoque une pluie de poissons ayant duré trois jours dans la région de Chéronée dans le Péloponnèse.
Au Ier siècle apr. J.-C., Pline l'Ancien rapporte plusieurs survenances de pluies de lait, de chair, de sang, et d'autres matières animales comme la laine.
Enfin, au Moyen Âge, la fréquence du phénomène dans certaines régions pousse certains de leurs habitants à s'imaginer que les poissons naissent adultes dans les cieux et tombent ensuite dans la mer.
À Besançon par exemple, lors d'une éclipse le 16 mars 1485, les oiseaux tombent au sol et sont récupérés par les enfants.

### Témoignages de l’époque moderne
La liste des témoignages s'est allongée avec l'arrivée de l'époque moderne et des médias de masse. Quelques exemples choisis sont énumérés ci-dessous.
- En 1578, de grosses souris jaunes s'abattent sur la ville norvégienne de Bergen[2].
- En 1625, une pluie de grenouilles a touché Tournai[5]. De même, d'après un certain John Collinges, une pluie de crapauds se serait abattue sur la ville anglaise d'Acle, dans le comté de Norfolk, si bien que le patron de la taverne du village dut les enfourner par centaines pour s'en débarrasser[2].
- Le 26 février 1676, en Franche-Comté, des oiseaux morts par milliers et de toutes sortes ont été retrouvés entre Dole et Salins, selon les Lettres de Besançon de Raphael Isaac David[6].
- Le 11 juillet 1836 est lue à l'Académie des sciences une lettre envoyée du Sud de la France par un professeur de Cahors.

« Ce nuage creva sur la route à soixante toises environ du point où nous étions. Deux cavaliers qui revenaient de Toulouse, où nous allions, et qui se trouvèrent exposés à l'orage, furent obligés de mettre leurs manteaux pour s'en garantir ; mais ils furent bien surpris et même effrayés, lorsqu'ils se virent assaillis par une pluie de crapauds ! Ils hâtèrent leur marche et s'empressèrent, dès qu'ils eurent rencontré la diligence, de nous raconter ce qui venait de leur arriver. Je vis encore de petits crapauds sur leurs manteaux, qu'ils firent tomber en les secouant devant nous. »

— Extrait d'une lettre de M. Pontus, professeur à Cahors, à M. Arago.
- Le 16 février 1861, la ville de Singapour connaît un important séisme, suivi de trois jours de pluies importantes. Après trois jours et la fin des pluies, les habitants découvrent dans les flaques des milliers de poissons-chats. Les autochtones affirment les avoir vus tomber du ciel, les occidentaux se montrent plus prudents dans leurs témoignages[2]. Une fois les eaux retirées, on trouve d'autres poissons dans les flaques asséchées, notamment à des endroits n'ayant pas été touchés par l'inondation.
- Le 15 janvier 1877, le Scientific American rapporte une averse de serpents, atteignant pour certains 18 pouces de long (soit environ 45 cm), sur la ville de Memphis le 15 janvier 1877[2]. On trouve aux États-Unis plus d'une quinzaine d'exemples de pluie d'animaux au seul XIXe siècle[7],[8].
- En 1906, « des grenouilles, prises aux étangs belges par la tempête, sont tombées en pluie à Dunkerque sur le quartier des rues chaudes »[9].
- Le 18 août 1961, à Santa Cruz en Californie, une pluie d’oiseaux se jette contre les domiciles. Une étude de 2011 a montré que des conditions marines et météorologiques particulières ont produit une efflorescence d'algues notamment des Pseudo-nitzschia pouvant produire de l’acide domoïque. Ces algues furent consommées par des poissons puis par des oiseaux puffins fuligineux. Les volatiles intoxiqués sont alors venus percuter la côte. Ce fait divers a été l’une des influences du film Les Oiseaux d'Alfred Hitchcock[10],[11].
- En 1968, les journaux brésiliens évoquent une pluie de chair et de sang s'abattant sur une aire relativement large (1 km2)[7].
- En janvier 1969, des canards morts tombent sur la ville de St. Mary's City dans le Maryland. D'après le Washington Post du 26 janvier 1969, le vol de canards avait été frappé de mort subite en plein vol, comme s'il avait subi une explosion, que personne n'a pourtant vue ou entendue[2].
- En 1978, il pleut des crevettes en Nouvelle-Galles du Sud (Australie)[2].
- En 2002, les poissons pleuvent en Grèce. Le journal Le Monde note : « Il ne fait pas toujours beau à Athènes certes. Et pas davantage dans les montagnes du nord de la Grèce. Mais les orages y ont le bon goût parfois d'aider au sourire et à la rêverie. À Korona, village haut perché, il a plu, mardi, des centaines de petits poissons. »[12]
- Le 18 août 2004, le village de Knighton, dans le Powys reçoit une pluie de poissons[13].
- Au début du mois de juin 2009, il pleut des têtards dans plusieurs villes de la préfecture d'Ishikawa au Japon. Il n'y a pas eu de vents violents qui auraient pu être à l'origine de ladite pluie selon l'observatoire local de météorologie[14]. Plus tard, les scientifiques ont confirmé que les têtards ont été vomis par des hérons[15].
- Pluies d'oiseaux morts de janvier 2011 :
  - le soir de la Saint-Sylvestre 2010-2011 : cinq mille oiseaux morts tombent à moins de 1 km autour de la ville de Beebe, en Arkansas[16]. La plupart sont des carouges à épaulettes (Agelaius phoeniceus). Un responsable des services vétérinaires de l’État de l'Arkansas, George Badley, affirme à l’Agence France-Presse être « presque sûr que c’est un traumatisme qui a causé la mort » des oiseaux[17] ;
  - le 4 janvier : cinq cents oiseaux tombent raides morts en Louisiane, ainsi que plusieurs dizaines dans la ville suédoise de Falköping[18]. L'analyse des dépouilles de Falköping par l'Institut vétérinaire national suédois révèle que la mort résulte d'hémorragies internes dues à des chocs sur le corps, sans signe d'infection ou de maladie, et sans trace extérieure de ce qui aurait pu les tuer[19] ;
  - le 7 janvier : quatre-vingts pigeons tombent morts près de la ville de Saint-Augustin-de-Desmaures au Québec[20] ;
  - le 8 janvier : pluie de tourterelles et de pigeons (plusieurs centaines) à Faenza près de Ravenne en Italie[21].
- Le 9 août 2012 : pluie de poissons dans la commune du Lorrain sur l'île française de Martinique[22].
- mai 2015 : pluie d'araignées vivantes à Goulburn en Australie. Des millions de petites Tetragnatha guatemalensis ont ainsi recouvert le paysage de leurs toiles[23].
- février 2023: des poissons retombent sur le village de Lajamanu, dont certains encore vivants, en même temps qu'une tempête pluvieuse[24].

Note : cette liste est une sélection et n'est absolument pas exhaustive. Elle relève quelques cas parmi les plus inhabituels ou les plus significatifs.

## Explications du phénomène

### Explications archaïques
La science a longtemps délaissé les témoignages qui lui parvenaient, considérés comme trop épars et de fiabilité non prouvée. En 1859, un témoin d'une pluie de poissons à Moutain Ash, au pays de Galles, envoie un spécimen au zoo de Londres, et le directeur du British Museum, J. E. Gray, déclare : « À la lumière des faits, il semble que le plus probable est qu'il ne s'agisse que d'une blague : l'un des employés de M. Nixon a renversé un seau d'eau rempli de poissons sur l'autre, ce dernier pensant alors qu'ils tombaient du ciel. »
En l'absence de toute observation faite par des professionnels de la météorologie, les pluies d'animaux sont restées longtemps sans explication scientifique, si bien que les théories les plus saugrenues se sont développées.
Au IVe siècle, le philosophe grec Théophraste nie l’existence des pluies de crapauds en expliquant simplement que ceux-ci ne tombent pas avec la pluie, mais que c’est la pluie qui les fait sortir de terre.
Au XVIe siècle, Reginald Scot avance une première hypothèse. Selon lui « il est certain que certaines créatures sont engendrées spontanément, et n'ont pas besoin de parents. Par exemple, […] ces grenouilles venues de nulle part. Elles sont transportées par la pluie. Ces créatures grandissent d’elles-mêmes et naissent des averses... »
Au XIXe siècle, certains affirmèrent que l'évaporation des eaux faisait monter les œufs de grenouilles dans les nuages où ils éclosaient avant de redescendre sur terre dans l'averse.

### Explications scientifiques

#### Les tornades

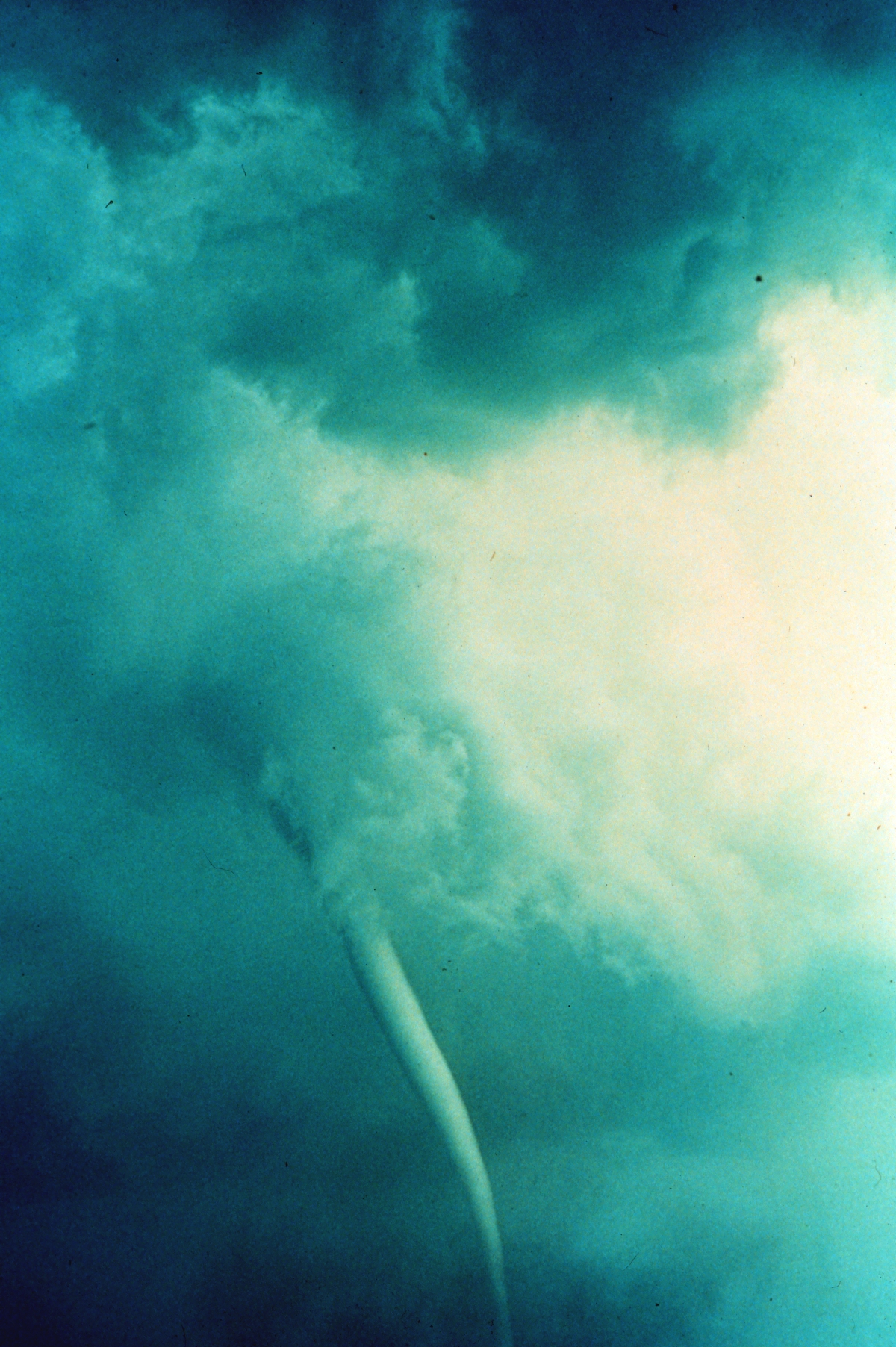
Une tornade peut capturer des animaux et les emmener au loin avant de les laisser retomber.

André-Marie Ampère, tenant, contrairement à la plupart de ses collègues, les nombreux témoignages de son temps pour vrais, tenta de proposer une explication aux pluies de crapauds, explication proche de celle désormais avancée par les scientifiques. Il avança à la Société des sciences naturelles qu’à une certaine saison, les crapauds et les grenouilles vagabondaient en très grand nombre et groupés dans les campagnes, si bien que les coups de vent pouvaient en capturer une grande quantité et les déplacer plus loin[source insuffisante].
Une explication scientifique récente du phénomène est qu'il serait dû aux trombes marines. Les vents tourbillonnant au sol d'un tel phénomène seraient capables de capturer, grâce à une combinaison de la dépression dans la trombe et de la force exercée par le vent vers celle-ci, des objets et des animaux. Les animaux terrestres et les poissons seraient capturés depuis la surface, tandis que les oiseaux le seraient parfois en plein vol.
Par la suite, ces trombes, ou même tornades, les transporteraient à des altitudes relativement élevées et sur d'assez longues distances. Ainsi, les vents seraient capables de capturer des animaux sur une surface relativement large pour ensuite les laisser tomber, au contraire, en masse en un point très localisé. Plus spécifiquement, certaines tornades et trombes seraient capables d’assécher totalement une mare, avant de relâcher l’eau et ses habitants (batraciens et autres), plus loin, sous la forme de pluie d’animaux.
Cette explication semble logiquement confirmée par la nature des animaux généralement transportés : petits et légers et souvent issus du milieu aquatique, tandis que le phénomène est très souvent précédé d'un orage. D’autres détails posent au contraire problème. L'effet des trombes d'eau, même les plus puissantes, ne se fait pas sentir au-dessous de la surface de l'eau et l'humidité qu'elle absorbe est immédiatement dirigée vers l'extérieur, sans que l'effet de siphon imaginé n'ait lieu. William R. Corliss souligne également qu'il est improbable qu'une seule espèce soit visée par un tel mécanisme.

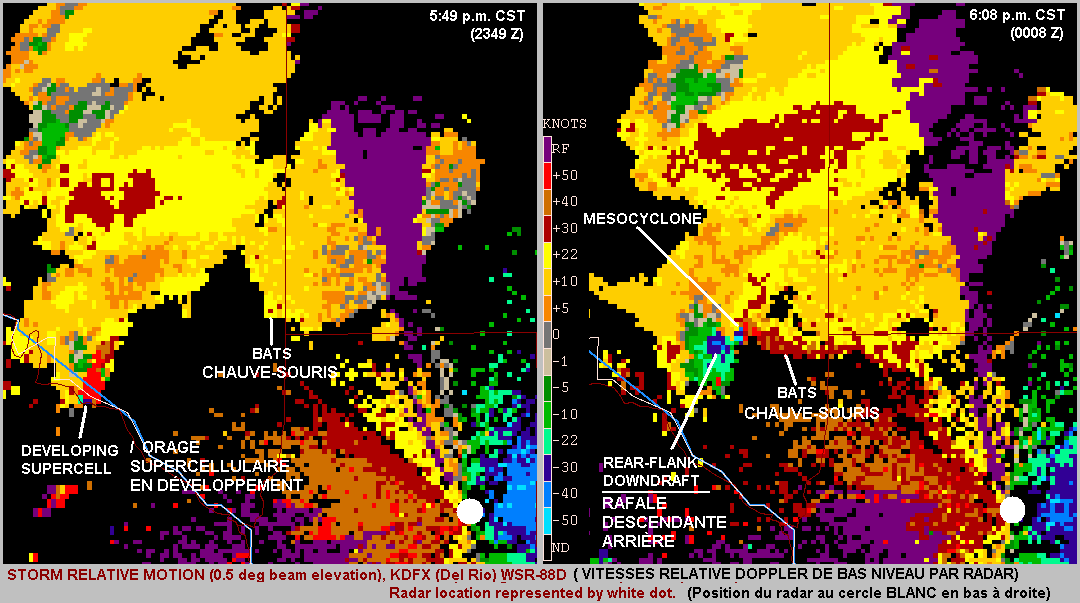
Image Doppler d’un radar météorologique du Texas qui montre la rencontre d’un orage tornadique avec un vol de chauves-souris. Le rouge indique qu’elles se dirigent vers le nuage.

Dans le cas d’oiseaux, cela pourrait s'expliquer par le fait que la trombe croise un vol d’une espèce particulière en temps de migration. Un exemple de rencontre bien spécifique entre un orage et un vol de chauves-souris, à droite, est pris sur le vif par un radar météorologique du National Weather Service américain à Del Rio (Texas). Il illustre comment on pourrait prouver le phénomène dans ce cas : les chauves-souris sont dans la zone en rouge qui correspond à des vents s’éloignant du radar (le centre blanc en bas à droite) et entrant dans le mésocyclone associé à une tornade, en vert. L'auteur mentionne d'ailleurs que ces rencontres sont assez fréquentes avec les oiseaux, ce qui leur est fatal[réf. nécessaire].
Pour les animaux terrestres ou aquatiques, une autre explication peut être évoquée : il semble assez logique que des «objets» de même taille, comme le sont les différents individus d'une même espèce, subissent de manière identique les lois de la physique et retombent donc au même endroit. Les pluies d'objets non animés, moins spectaculaires, sont probablement moins médiatisées. Cependant une part d'énigme résiste encore à cette explication scientifique[réf. nécessaire].
Dans quelques cas, certaines explications scientifiques nient la thèse de la pluie de poissons. Ainsi, dans le cas de celle de Singapour en 1861, le naturaliste français Francis de Laporte de Castelnau explique que l'averse eut lieu pendant une migration de poissons-chats, et que ces animaux étaient capables (comme les anguilles qui peuvent parcourir des kilomètres dans les prairies humides ou comme les brochets qui vont se reproduire dans les prairies inondées) de ramper sur terre afin d'aller d'un point d'eau à un autre. Donc l'averse et le fait de voir des poissons au sol ne pourrait être que coïncidence, d'autant qu'ils se déplacent généralement sur un sol humide de rosée ou après une pluie ou une inondation[réf. nécessaire].

#### Les collisions en vol

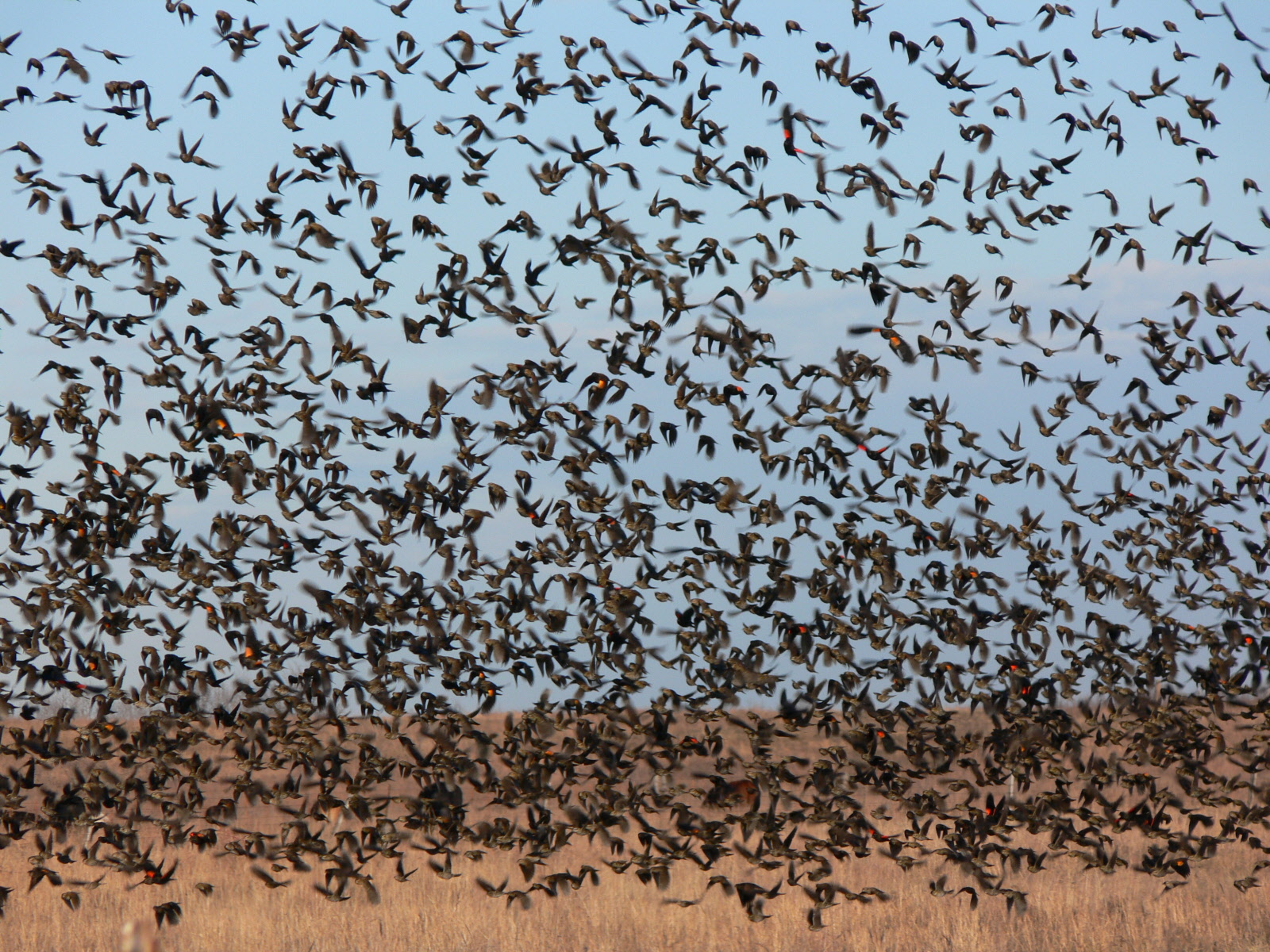
Groupe compact de Carouges à épaulettes : un mouvement de panique en vol peut être fatal.

En ce qui concerne les pluies d'oiseaux morts, hormis les tornades, les ornithologues privilégient la thèse de collisions en série dues à un mouvement de panique au sein des grands rassemblements hivernaux d'oiseaux dans les villes.
Une attaque de prédateurs, un tir de feu d'artifice ou toute autre perturbation peut désordonner le groupe, et sous le coup d'une peur brusque, être à l'origine de collisions mortelles en vol. Ceci ne serait pas très rare[réf. nécessaire].

#### Intoxications
En Géorgie (États-Unis), en 2009, des morts massives par hémorragies de jaseurs d'Amérique (Bombycilla cedrorum) ont été attribués à un excès de consommation des baies de bambou sacré (Nandina domestica), seule nourriture disponible localement, mais dont l'acide cyanhydrique devient toxique à forte dose même pour les oiseaux, alors qu'ils le supportent normalement bien.

#### Moyen de déplacement
En Australie, les petits de certaines araignées, dont la Tetragnatha guatemalensis, créent avec leur toile une sorte de voile ou parachute, appelé en anglais angel hair (« cheveux d'ange » en français), qui leur permet de décoller depuis la cime des arbres, parcourant ainsi des milliers de kilomètres en volant, atteignant parfois 3 000 mètres d'altitude. Cette technique permet aux araignées de peupler de nouvelles contrées, voire d'autres îles ou continents. Certaines atteignent même l'Antarctique, mais n'y survivent pas longtemps. Une fois à terre, elles tissent leur toile, pouvant donner l'impression d'un paysage enneigé lorsqu'elles sont très nombreuses.
De fortes précipitations peuvent aussi être la cause de pluies d'araignées. Les araignées qui vivent à même le sol ou sous terre se réfugient alors dans les arbres puis utilisent la technique de l’angel hair.

## Dans la culture
On doit la documentation la plus complète sur les pluies animales au journaliste américain Charles Hoy Fort qui consacra sa vie de journaliste aux phénomènes inexpliqués. La Bibliothèque nationale de New York conserve plus de soixante mille fiches établies par cet auteur dont beaucoup concernent des cas de pluies d'animaux. La Fortean Society (en), créée en son honneur, continue sa quête des phénomènes étranges et inexpliqués.

### «It's raining cats and dogs»
La référence la plus connue au phénomène est l'expression anglaise « it's raining cats and dogs », littéralement « il pleut des chats et des chiens », expression communément traduite en français par « il pleut des cordes » ou « il pleut des hallebardes ». On la rencontre pour la première fois sous forme écrite dans l'œuvre de Jonathan Swift, A Complete Collection of Polite and Ingenious Conversation, publiée en 1738 mais dont l'origine reste incertaine. Une explication serait une distorsion du vieux français catadoupe (chute d'eau, cascade). L'autre explication serait qu'au Moyen Âge, les fortes pluies nettoyaient les toits des corps des chats et chiens morts, les faisant alors tomber dans la rue.
De nombreuses langues possèdent également des expressions de ce type, mais rien ne prouve que ces expressions soient inspirées de la réalité. Ainsi, le gallois possède une expression qui se traduirait en français par « il pleut des vieilles femmes et des bâtons », dans le sud de la France on entend parfois une expression a connotation anticléricale : « il va pleuvoir des curés » (parfois développée en « il va pleuvoir des curés à cheval sur des bonnes sœurs »), en allemand il peut pleuvoir « de jeunes chiens » et en polonais, « des grenouilles[réf. nécessaire] ».

### Littérature

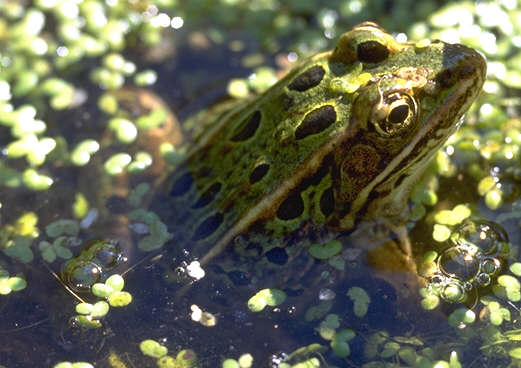
La grenouille, animal emblématique des pluies d'animaux.

Dans son livre Sido, la romancière Colette raconte une pluie de grenouilles tièdes[réf. nécessaire] :
« Le nuage passé, j'étais assise dans un bain de siège, Antoine trempé, et la capote pleine d'eau, d'une eau chaude, une eau à dix-huit ou vingt degrés. Et quand Antoine a voulu virer la capote, nous y avons trouvé quoi ? Des grenouilles minuscules, vivantes, au moins trente grenouilles apportées à travers les airs par un caprice du Sud, par une trombe chaude, une de ces tornades dont le pied en pas de vis ramasse et porte à cent lieues un panache de sable, de graines, d'insectes… »
Dans Le Capitaine Pamphile d’Alexandre Dumas, l'évocation de la pluie de crapauds dans les journaux suscite un délire imaginatif chez un des personnages :
« […] il se rappela avoir lu, quelques jours auparavant, sous la rubrique de Valenciennes, que cette ville avait été le théâtre d’un phénomène fort singulier : une pluie de crapauds était tombée avec accompagnement de tonnerre et d’éclairs, et cela en telle quantité, que les rues de la ville et les toits des maisons en avaient été couverts. Immédiatement après, le ciel, qui, deux heures auparavant, était gris de cendre, était devenu bleu indigo. L’abonné du Constitutionnel leva les yeux en l’air, et, voyant le ciel noir comme de l’encre et Tom dans son jardin, sans pouvoir se rendre compte de la manière dont il était entré, il commença à croire qu’un phénomène pareil à celui de Valenciennes était sur le point de se renouveler, avec cette seule différence qu’au lieu de crapauds, il allait pleuvoir des ours. L’un n’était pas plus étonnant que l’autre; la grêle était plus grosse et plus dangereuse : voilà tout. »
— Alexandre Dumas, Le Capitaine Pamphile, chap. VIII
Dans Le Hussard sur le toit de Jean Giono, un homme dresse à Angelo et à Pauline une série de phénomènes étranges observés dans la région, parmi lesquels une averse de crapauds qui se serait produite le 22 juillet sur le territoire de Gantières, en Haute-Provence[réf. nécessaire].
Dans son roman intitulé Kafka sur le rivage, paru en 2002, l’écrivain japonais Haruki Murakami utilise le phénomène de la pluie de sangsues, de poissons dans un contexte romanesque mêlant Bildungsroman et surnaturel.
L'auteur américain Stephen King a également écrit une nouvelle dans son recueil Rêves et Cauchemars intitulée La Saison des pluies, dans laquelle une pluie de crapauds monstrueux s'abat sur une petite ville du Maine tous les dix-sept ans. Un couple nouvellement installé va en faire les frais.
Dans Pourquoi les oiseaux meurent, le romancier Victor Pouchet imagine une enquête sur une pluie d'oiseaux morts survenue dans la banlieue de Rouen[réf. nécessaire].

### Cinéma
Au cinéma, Paul Thomas Anderson a porté à l'écran une pluie de grenouilles dans son film Magnolia. On assiste également à une pluie de poissons dans le premier long métrage du réalisateur français Luc Besson, Le Dernier Combat, et dans l'adaptation cinématographique de Chapeau melon et bottes de cuir de Jeremiah Chechik[réf. nécessaire] ou dans le court-métrage POISSON d'Aurélien Vernhes-Lermusiaux[réf. nécessaire]. On voit également une pluie de poissons dans l'épisode 6 de la saison 1 de Fargo "l'âne de Buridan".